# Monte Rosa menedékház
A Monte Rosa menedékház (németül: Monte-Rosa-Hütte) a svájci Zermatt közelében, a Monte Rosa hegy (4634 m) lábánál helyezkedik el. A Swiss Alpine Club tulajdonában lévő épület 2883 méter magasan fekszik. Ez a hely a fő kiindulópontja a hegycsúcs, és más környező hegyek felé vivő túraútvonalaknak. Az első menedékház itt 1895-ben, 2795 m magasan épült. Az új házat több mint 100 évvel később, 2009-ben adták át és tervezői a 2008-as regionális Holcim Awards for Sustainable Construction-on bronzérmet nyertek a tervekkel.

## Elhelyezkedés
A menedékház a Monte Rosa hegy nyugati oldalán található a Plattje nevű helyen.  A Gorner- gleccser, és több ezer méter magas hegyek (Monte Rosa, Lyskamm, Castor, Pollux, Breithorn és Matterhorn) uralják ezt a vidéket. A kunyhó a Gornergrat-fogaskerekűvel közelíthető meg legegyszerűbben, ami Zermattból indul és a Gornergrat-csúcsig vezet. A fogaskerekűről az utolsó előtti állomáson, Rotenbodennél kell leszállni, majd a Gornergrat oldalában vezető ösvényen kell megközelíteni a gleccsert. A gleccseren való átkelést állandóan ellenőrzött és szükség esetén korrigált, jelzett nyom segíti. A gleccseren átkelve a sziklás hegyoldalon már egyenesen kaapszkodunk fel a jól látható menedékház felé, közben baloldalon mellőzzük a régi, már használaton kívüli menedékházat.

## Történet
Az első menedékházat 1894 és 1895 között építették, és Betemps menedékháznak hívták. Az eredetileg 25 ágyas menedékház a Swiss Alpine Club központi bizottságának tulajdonában volt. 1918-ban 20 férőhellyel megnövelték a kunyhó befogadóképességét. 1929-ben ismét átalakították, és ekkor történt a névváltoztatás is: a Betemps menedékház helyett a Monte Rosa menedékház nevet vette fel. 1939 és 1940 között egy új, 86 ágyas kunyhót építettek. A befogadóképességét 1972-ben és 1984-ben tovább bővítették, először 146, majd 160 főre.

## Az új menedékház
2009 szeptemberében egy teljesen új, modern berendezésű, környezetbarát	 kunyhót adtak át. A projektet 2003-ban indította el a Swiss Alpine Club, a Zürichi Műszaki Egyetem fennállásának 150. évfordulója alkalmából. Az előre elkészített építőelemeket és anyagokat a Zermatt-i vasúton szállították fel a hegyre, ahonnan közel 3000 helikopternyi út kellett ahhoz, hogy a 35 munkást, és az építéshez szükséges anyagokat a gleccseren keresztül átszállítsák a ház leendő helyére. Az 5 emeletes kristály formájú épület rozsdamentes acél alapokra épült,  a spirális belső kialakítás teljes egészében fából készült, kívülről pedig ezüstszínű alumínium lemezekkel burkolták. Az épületet úgy alakították ki, hogy energiaszükségletének mintegy 90%-át a Napból nyerje, a többletenergiát pedig elektronikusan szabályzott grafit-és savakkumulátorok tárolják, melyek borús idő esetén is biztosítják a kunyhó energiaellátását. Az ivóvizet a gleccser olvadó jégtömbjeiből nyerik, és egy nagy víztározóban tárolják 40 méterre a kunyhó felett. Az ablakokon beáramló napsütés pedig a látogatók által termelt hőmennyiséggel együtt fűti az épületet és biztosítja a megfelelő hőmérsékletet.
Az elkövetkezendő pár évben a menedékház a Zürichi Műszaki Egyetem (Eidgenössische Technische Hochschule, ETHZ) diákjai számára kutatóállomásként fog majd szolgálni, akik a hatékony energiafelhasználás módszereit fogják vizsgálni.

## Képek

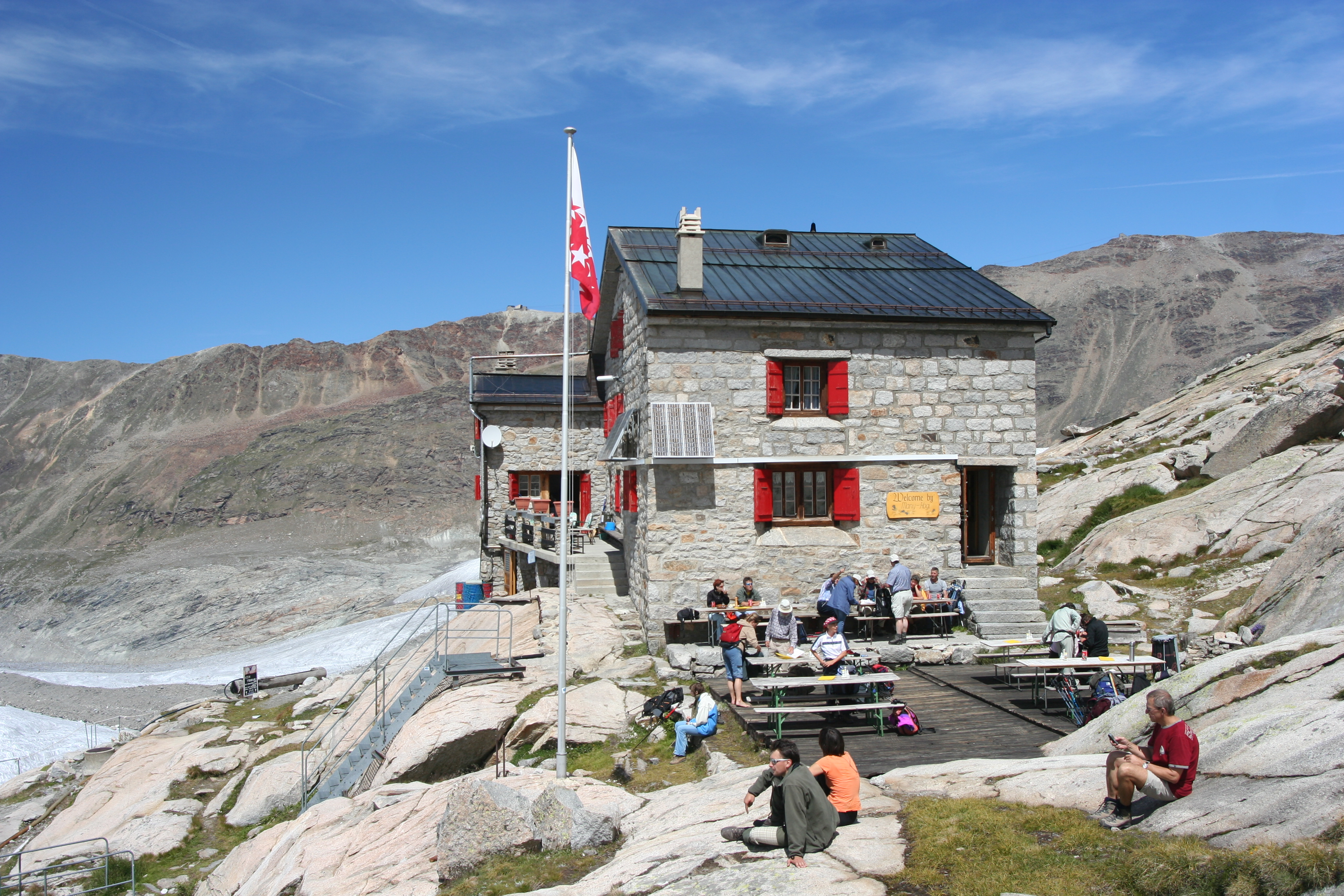
A régi menedékház
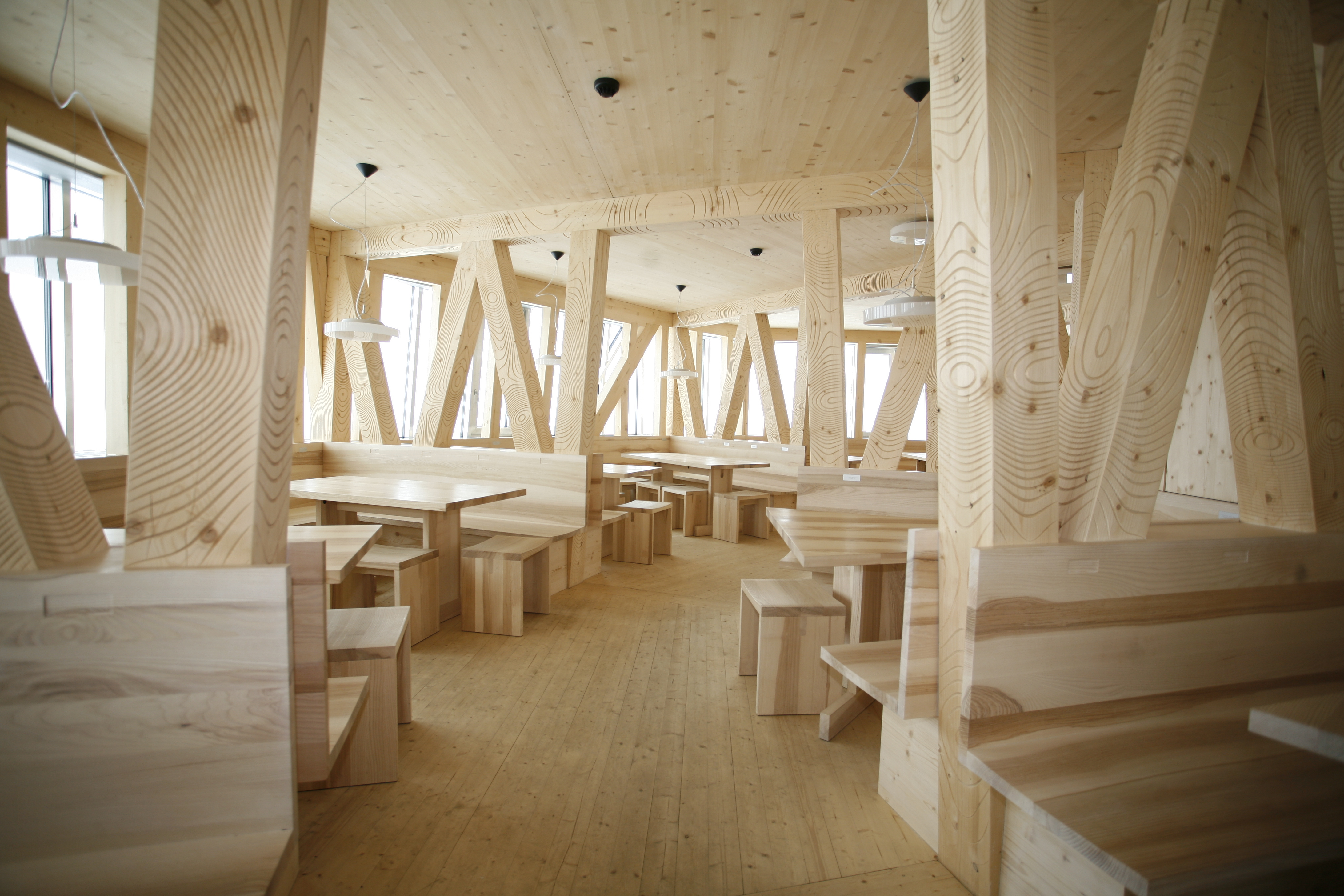
Az új menedékház belső tere